# Kẽm sulfat (y tế)
Kẽm sulfat được sử dụng y tế như một chất bổ sung trong chế độ ăn uống. Cụ thể hơn thì chúng được sử dụng để điều trị thiếu kẽm và phòng ngừa các triệu chứng ở những người có nguy cơ cao mắc bệnh. Người ta cũng sử dụng thuốc này cùng với liệu pháp bù nước cho trẻ em bị tiêu chảy. Việc sử dụng tùy tiện không được khuyến cáo. Thuốc có thể được đưa vào cơ thể qua đường miệng hoặc tiêm vào tĩnh mạch.
Các tác dụng phụ có thể kể đến như đau bụng, nôn mửa, đau đầu và cảm thấy mệt mỏi. Dùng thuốc ở liều bình thường được coi là an toàn trong thai kỳ và giai đoạn cho con bú, nếu dùng liều lớn hơn là không chắc chắn là an toàn. Cần thận trọng hơn khi sử dụng ở những người có vấn đề về thận.Kẽm là một khoáng chất thiết yếu ở người cũng như các loài động vật khác.
Việc sử dụng kẽm sulfat cho mục đích y tế bắt đầu vào đầu những năm 1600. Nó nằm trong danh sách các thuốc thiết yếu của Tổ chức Y tế Thế giới, tức là nhóm các loại thuốc hiệu quả và an toàn nhất cần thiết trong một hệ thống y tế. Kẽm sulfate có sẵn dưới dạng thuốc gốc và được bán sẵn trên quầy. [3] Chi phí bán buôn ở các nước đang phát triển là khoảng 0,01 đến 18 USD mỗi ngày. Tại Vương quốc Anh mười ngày điều trị ở NHS có giá khoảng 4,32 pounds.